# 河口秋海棠
河口秋海棠（学名：Begonia hekouensis）为秋海棠科秋海棠属的植物，为中国的特有植物。分布于中国大陆的云南等地，生长于海拔300米至400米的地区，一般生于林下岩石隙，目前已由人工引种栽培。
其种加词“hekouensis”意为“云南红河州河口县的”。